# Euthüdémosz (dialógus)
Az Euthüdémosz Platón egyik dialógusa. Formáját tekintve elbeszélt párbeszédes műː Szókratész barátjának, Kritónnak meséli el találkozását a két szofistával, Euthüdémosszal és Dionüszodórosszal. Platón legjátékosabb dialógusa, amelynek fő kérdése, mi a bölcsesség. A dialógusra gyakran hivatkozik Szofisztikus cáfolatok című munkájában Arisztotelész. A szöveg utalásai alapján a cselekmény I. e. 421 és I. e. 415 között játszódik.

## Felépítése

### 271 a 1 – 272 d 6
Bevezető beszélgetés, amelyben Szókratész elmondja Kritónnak, hogy előző nap részt vett egy beszélgetésen, amelyen Euthüdémosz és Dionüszodórosz bemutatta tudását. Szókratész elmeséli a történteket.

### 272 d 7 – 275 c 4
A két szofista magabiztosan nyilatkozik képességeiről Szókratésznak arra a kérdésre, hogy mivel foglalkoznakː „Az erény Szókratész. Úgy gondoljuk, ez az, amit jobban tanítunk, mint bárki más” (273 d 8-9). Szókratész megkéri a két szofistát, hogy mutassák be, miként buzdítanák az erényes életre és a filozófia gyakorlására a serdülő fiút, Kleiniaszt.

### 275 c 5 – 283 b 3
Euthüdémosz és Dionüszodórosz két szofizmát vezet elő, amelyben a tanuló és a tudás kapcsolatát vizsgálják, majd jutnak meglepő eredményre. Szókratész cáfolja őket, majd rávezeti Kleiniaszt, hogy az ember számára a legfőbb jó a bölcsesség.

### 283 b 4 – 293 a 7
Hat újabb szofizma következik, de Kleiniasz helyét férfiszeretője, az idősebb Ktészipposz veszi át, aki felháborodva utasítja el a szofisták által levont következtetéseket, majd saját fegyverüket fordítja ellenük. Kiderül, a szofisták egyetlen célja, hogy meghökkentő állításaikkal és következtetéseikkel kihozzák sodrából ellenfelüket. Szókratész ezután Kleiniasszal beszélgetve próbálja megfejteni, hogy mely tudás teszi boldoggá az embert. Nem jutnak eredményre.

### 293 a 8  – 303 a 7
A szofisták újabb 13 szofizmát mutatnak be, amelyeket Szókratész és Ktészipposz nevetségessé tesz. A két szofista többek között azt próbálja bebizonyítani, hogy aki egy dolgot tud, az mindent tud.

### 303 b 1  – 307 c 4
A beszélgetés összefoglalása, majd a konklúzió levonása. Kritón ebben elmeséli, hogy miként látta egy törvényszéki szónok az idézett beszélgetést. A szónok feltehetően Iszokratész. A megjegyzés azt sugallja, hogy a többség nem tud különbséget tenni a szavakkal bűvészkedő szofisták és Szókratész tanításai között. 
Erre Szókratész elmondja, mit gondol a filozófus és az államférfi között elhelyezkedő szónokról, majd azt tanácsolja barátjának, ne a filozófusokkal, hanem a filozófiával foglalkozzon.

## Értelmezése
A filozófiatörténettel foglalkozók álláspontja szerint a dialógus Platón egyetlen protreptikosza, vagyis a filozófia művelésére buzdító mű. Platón saját filozófiai iskolájának megnyitása előtt írta az Euthüdémoszt, amellyel – vállalva a szókratészi hagyatékot és elutasítva a szofistákat – elhelyezte magát a kor szellemi áramlatai között.
Thomas A. Slezák filozófiatörténész Hogyan olvassunk Platónt? című könyvében azt írja, hogy az olvasó számára teljesen értelmetlennek tetsző szofista tételek megmagyarázhatók a filozófus más munkáinak, anamnézis-elméletének ismeretében. „A platóni filozófia olyan fontos elemei, mint az anamnézis- és az ideaelmélet, valamint a dialektika elmélete tárgyilag nézve megvannak a dialógusban, ám sehol nem nevezik őket nevükön, még kevésbé találjuk meg összefüggő kifejtésüket vagy megokolásukat” – vélekedett a szerző.